# II. arméfördelningen (1937–1942)
II. arméfördelningen var en arméfördelning inom svenska armén som verkade i olika former åren 1937–1942. Förbandsledningen var förlagd i Östersunds garnison i Östersund.

## Historik
II. arméfördelningen bildades genom försvarsbeslutet 1936 den 1 januari 1937. Arméfördelningen ersatte då Norra arméfördelningen. Den nya organisationen bestod av en arméfördelningschef och en militärområdesbefälhavare. Arméfördelningschefen var i fred chef över arméns högre truppförband, samt ansvarade för regementenas utbildning, krigsplanläggning samt mobiliseringsverksamhet. Medan militärområdesbefälhavaren ledde den territoriella verksamheten. Genom försvarsbeslutet 1942 delades arméfördelningen i två delar. Arméfördelningen utgick ur fredsorganisationen och organiserades som 2. arméfördelningen i krigsorganisationen. Militärområdet som tidigare ingick i arméfördelningen fick nu även den markoperativa uppgiften, då det territoriella ansvaret förenades med chefskapet för arméfördelningen. II. arméfördelningens uppgifter fördelades den 1 oktober 1942 på II. militärområdet och II. arméfördelningen.

## Verksamhet
Arméfördelningschef hade sig underställd en militärområdesbefälhavare och en särskild stab, till vilken höra 1 beredskapsofficer, 1 stabschef och 1 mobiliseringsofficer (de båda sistnämnda på generalstabskårens stat), 2 såsom adjutanter ur underlydande truppförband kommenderade officerare, 1 fortifikationsofficer (på fortifikationskårens stat), i fördelningsintendent och 1 expeditionsintendent (på intendenturkårens stat), 1 fördelningsläkare och i fördelningsveterinär. 

### Norra militärområdet
Genom den värnpliktslag som infördes i samband med försvarsbeslutet 1901 infördes inskrivningsområden inom arméfördelningarna. Arméfördelningarna omfattade ett antal inskrivningsområden, vilka i sin tur hade i uppgift att skriva in och redovisa värnpliktiga. I regel motsvarade inskrivningsområdena geografiskt sett de svenska länen. År 1937 bildades Norra militärområdet inom II. arméfördelningen, vilken övertog den roll de geografiska inskrivningsområdena tidigare haft. År 1940 omfattade II. arméfördelningsområdet följande inskrivningsområden: Kopparbergs, Gävleborgs, Jämtlands och Västernorrlands inskrivningsområden.

## Ingående trupper
År 1940 bestod arméfördelningen av nedan förband.

- Jämtlands fältjägarregemente (I 5)
- Dalregementet (I 13)
- Hälsinge regemente (I 14)
- Västernorrlands regemente (I 21)
- Norrlands artilleriregemente (A 4)
- Norrlands trängkår (T 3)

## Förläggningar och övningsplatser
Staben samt förbandsledningen för II. arméfördelningen var förlagd till Storgatan 47 i Östersund, i en byggnad som sedan 1918 hade inhyst högre regionala staber.

## Förbandschefer
- 1937–1940: Ivar Holmquist
- 1940–1942: Helge Jung

## Namn och förläggningsort
| II. arméfördelningen | 1937-01-01 | – | 1942-??-?? |

| Östersunds garnison | 1937-01-01 | – | 1942-??-?? |